# 聖費迪南鎮區 (密蘇里州聖路易斯縣)
聖費迪南鎮區（英語：St. Ferdinand Township）是位於美國密蘇里州聖路易斯縣的一個行政鎮區。

## 地方資料
聖費迪南鎮區的面積為54.72平方千米，當中陸地面積為51.00平方千米，而水域面積為3.72平方千米。根據2020年美國人口普查的數據，當地共有人口30945人，而人口密度為每平方千米565.52人。